# Canottaggio ai Giochi della XXIII Olimpiade
Le gare di Canottaggio ai Giochi della XXIII Olimpiade si svolsero tra il 30 luglio ed il 5 agosto 1984 al Lago Casitas, nella contea di Ventura, una delle cinque della Greater Los Angeles Area.
A causa del boicottaggio sovietico, non parteciparono le imbarcazioni di alcuni de paesi più forti del tempo come quelli di Germania Est, Unione Sovietica e Bulgaria, a trarne giovamento saranno gli equipaggi della Romania, uno dei pochi paesi dell'Europa dell'Est che decise di presentarsi, che vinsero ben cinque gare sulle sei previste dal programma femminile.
Complessivamente il programma era composto da sei gare femminili e otto maschili.
In questa edizione Steve Redgrave vinse il primo dei suoi cinque ori consecutivi.

## Podi

### Uomini
| Evento                       | Oro | Perform. | Argento | Perform. | Bronzo | Perform. |
| Singolo (dettagli)           | Pertti Karppinen | 7'00"24  | Peter-Michael Kolbe | 7'02"19  | Robert Mills | 7'10"38  |
| Due di coppia (dettagli)     | Stati Uniti Bradley Lewis Paul Enquist                                                                                 | 6'38"32  | Belgio Pierre-Marie Deloof Dirk Crois | 6'40"11  | Jugoslavia Zoran Pančić Milorad Stanulov                                                                                               | 6'39"70  |
| Due senza (dettagli)         | Romania Petru Iosub Valer Toma                                                                                         | 6'45"39  | Spagna Fernando Climent Luis María Lasúrtegui | 6'48"87  | Norvegia Hans Magnus Grepperud Sverre Løken                                                                                            | 6'51"81  |
| Due con (dettagli)           | Italia Carmine Abbagnale Giuseppe Abbagnale Giuseppe Di Capua                                                          | 7'05"99  | Romania Dimitrie Popescu Vasile Tomoiaga Dumitru Răducanu | 7'11"21  | Stati Uniti Kevin Still Robert Espeseth Doug Herland                                                                                   | 7'12"81  |
| Quattro di coppia (dettagli) | Germania Ovest Albert Hedderich Raimund Hörmann Dieter Wiedenmann Michael Dürsch                                       | 5'57"55  | Australia Paul Reedy Gary Gullock Timothy Mclaren Anthony Lovrich                                                                                            | 5'57"98  | Canada Doug Hamilton Mike Houghs Phil Monckton Bruce Ford                                                                              | 5'59"07  |
| Quattro senza (dettagli)     | Nuova Zelanda Leslie O'Conell Shane O'Brien Conrad Robertson Keith Trask                                               | 6'03"48  | Stati Uniti David Clark Jonathan Smith Philip Stekl Alan Fomey                                                                                               | 6'06"10  | Danimarca Michael Jessen Lars Nielsen Per H.S. Rasmussen Eric Christiansen                                                             | 6'07"72  |
| Quattro con (dettagli)       | Regno Unito Richard Budgett Martin Cross Adrian Ellison Andy Holmes Steve Redgrave                                     | 6'18"64  | Stati Uniti Edward A. Ives Thomas N. Kiefer Michael Bach Greg T. Springer John S. Stillings                                                                  | 6'20"28  | Nuova Zelanda Brett Hollister Kevin Lawton Barrie Mabbott Don Symonds Ross Tong                                                        | 6'23"68  |
| Otto con (dettagli)          | Canada Blair Horn Dean Crawford Michael Evans Paul Steele Grant Main Mark Evans Kevin Neufeld Pat Turner Brian McMahon | 5'41"32  | Stati Uniti Walter Lubsen Andrew Sudduth John Terwilliger Christopher Penny Thomas Darling Fred Borchelt Charles Clapp III Bruce Ibbetson Robert Jaugstetter | 5'41"74  | Australia Craig Muller Clyde Hefer Samuel Patten Timothy Willoughby Ian Edmunds James Battersby Ion Popa Stephen Evans Gavin Thredgold | 5'43"40  |

### Donne
| Evento                       | Oro | Perform. | Argento | Perform. | Bronzo | Perform. |
| Singolo (dettagli)           | Valeria Răcilă | 3'40"68  | Charlotte Geer | 3'43"89  | Ann Haesebrouck | 3'45"72  |
| Due di coppia (dettagli)     | Romania Mariora Popescu Elisabeta Oleniuc | 3'26"75  | Paesi Bassi Greet Hellemans Nicolette Hellemans | 3'29"13  | Canada Danièle Laumann Silken Laumann | 3'29"82  |
| Due senza (dettagli)         | Romania Rodica Arba Elena Horvat | 3'32"60  | Canada Elizabeth Craig Tricia Smith | 3'36"06  | Germania Ovest Ellen Becker Iris Völkner | 3'40"50  |
| Quattro di coppia (dettagli) | Romania Titie Taran Anișoara Sorohan Ioana Badea Sofia Corban                                                                                        | 3'14"11  | Stati Uniti Anne Marden Lisa Rohde Joan Lind Virginia Gilder Kelly Rickon                                                                                        | 3'15"17  | Danimarca Hanne Eriksen Birgitte Hanel Charlote Koefoed Bodil Steen Rasmussen Jette Hejli Soeresen                                                                           | 3'16"02  |
| Quattro con (dettagli)       | Romania Florica Lavric Maria Friciolu Chira Apostol Olga Bularda Viorica Ioja                                                                        | 3'19"30  | Canada Marilyn Brain Angie Schneider Barbara Armbrust Jane Tregunno Lesley Thompson                                                                              | 3'21"55  | Australia Robin Grey-Gardner Karen Brancourt Susan Chapman Margot Foster Susan Lee                                                                                           | 3'23"29  |
| Otto con (dettagli)          | Stati Uniti Kristen Thorsness Kristine Norelius Shyril O'Steen Carolyn Graves Kathryn Keeler Harriet Metcalf Betsy Beard Carol Bower Jeanne Flanagan | 2'59"80  | Romania Marioara Trașcă Lucia Sauca Doina Liliana Snep-Balan Aneta Mihaly Aurora Plesca Camelia Diaconescu Viorica Ioja Mihaela Armasescu Adriana Bazon-Chelariu | 3'00"87  | Paesi Bassi Wiljon Vaandrager Marieke van Drogenbroek Harriet van Ettekoven Catharina Neelissen Anne Quist Nicolette Hellemans Martha Laurijsen Greet Hellemans Lynda Cornet | 3'02"92  |

## Medagliere
| Pos.   | Paese          | Oro | Argento | Bronzo | Totale |
| ------ | -------------- | --- | ------- | ------ | ------ |
| 1      | Romania        | 6   | 2       | 0      | 8      |
| 2      | Stati Uniti    | 2   | 5       | 1      | 8      |
| 3      | Canada         | 1   | 2       | 3      | 6      |
| 4      | Germania Ovest | 1   | 1       | 1      | 3      |
| 5      | Nuova Zelanda  | 1   | 0       | 1      | 2      |
| 6      | Finlandia      | 1   | 0       | 0      | 1      |
| 6      | Gran Bretagna  | 1   | 0       | 0      | 1      |
| 6      | Italia         | 1   | 0       | 0      | 1      |
| 9      | Australia      | 0   | 1       | 2      | 3      |
| 10     | Belgio         | 0   | 1       | 1      | 2      |
| 10     | Paesi Bassi    | 0   | 1       | 1      | 2      |
| 12     | Spagna         | 0   | 1       | 0      | 1      |
| 13     | Danimarca      | 0   | 0       | 2      | 2      |
| 14     | Norvegia       | 0   | 0       | 1      | 1      |
| 14     | Jugoslavia     | 0   | 0       | 1      | 1      |
| Totale | Totale         | 14  | 14      | 14     | 42     |